# Meindert Leerling
Meindert Leerling (Heerjansdam, 11 januari 1936 – Bergambacht, 9 mei 2021) was een Nederlands politicus en journalist. Namens de Reformatorische Politieke Federatie (RPF) was hij van 1981 tot 1994 lid van de Tweede Kamer der Staten-Generaal. Hij was in deze periode tevens fractievoorzitter.

## Loopbaan

### Journalistiek
Leerling was oorspronkelijk sportjournalist. Hij werkte van 1954 tot 1971 als chef sportredactie voor de dagbladencombinatie het Rotterdammer Kwartet waarvoor hij onder meer voetbalwedstrijden en Olympische Spelen versloeg. Hierna maakte Leerling de overstap naar de Evangelische Omroep waar hij het actualiteitenprogramma Nader bekeken opzette. Voor deze omroep was hij in de jaren zeventig ook journalistiek werkzaam en vanaf 1977 als tv-regisseur.

### Tweede Kamer
In 1981 werd Leerling lijsttrekker van de RPF, een partij die zes jaar eerder was opgericht als reactie op de fusie van ARP, CHU en KVP tot CDA. Wat bij de verkiezingen van 1977 nog niet lukte, lukte onder leiding van Leerling wel; de RPF kwam bij de verkiezingen van 1981 als nieuwe partij met twee zetels in de Tweede Kamer. Bij de Tweede Kamerverkiezingen van 1982 werd dit resultaat geëvenaard.
In 1985 ontstond een conflict tussen het federatiebestuur van de RPF en het Kamerlid Aad Wagenaar. De laatste trad op 23 april 1985 uit de fractie en ging verder als Groep Wagenaar. Bij de verkiezingen van 1986 en de verkiezingen van 1989 was Leerling opnieuw lijsttrekker. Doordat de RPF slechts één zetel wist te behalen vormde hij in deze periode een eenmansfractie. Bij zijn afscheid in 1994 werd hij benoemd tot Ridder in de Orde van de Nederlandse Leeuw. Hoewel hij bekend stond als (soms) nurks en moeilijk werd hij door mede- en tegenstanders in de Kamer geprezen om zijn grote inzet. Leerling werd als lijsttrekker en fractievoorzitter opgevolgd door Leen van Dijke.

### Na de Tweede Kamer
Na zijn vertrek uit de Kamer was Leerling nog actief op de achtergrond binnen de RPF en de ChristenUnie. Van 1995 tot 2003 was hij manager van het 1000 leden tellende Holland-Koor en van 2003 tot 2008 was hij verantwoordelijk voor de organisatie van solidariteitsreizen naar Israël van de stichting Christenen voor Israël in Nijkerk. Van 2009 tot 2012 organiseerde Leerling oriëntatiereizen naar Israël.
Hij werd lid van de commissie-Cnossen, die bekeek welke eisen aan het optreden en privéleven van ChristenUnie-politici mogen worden gesteld. De commissie-Cnossen kwam op 19 mei 2008 naar buiten met een advies aan het CU-partijbestuur. Hoofdconclusie was dat partijvertegenwoordigers de politiek die de CU voorstaat, "geloofwaardig" kunnen uitdragen. Leerling was het enige commissielid met een afwijkend standpunt; de partij zou volgens hem bepaalde gedragingen of levenswijzen expliciet in haar gedragscode moeten afwijzen, waaronder het samenleven in een andere relatie dan het wettig huwelijk tussen man en vrouw. Ook wilde hij uitsluiten dat Rooms-Katholieken de partij kunnen vertegenwoordigen. In het boek De ChristenUnie op het pluche van Riekelt Pasterkamp liet hij zich kritisch uit over vrouwelijke politici van de CU met kinderen thuis. Later zei hij in een interview hierover dat hij de mening heeft dat in een gezin de man de kostwinner is en de vrouw voor het gezin zorgt.
Meindert Leerling was voorzitter van de ChristenUnie-kiesvereniging in zijn woonplaats Bergambacht. Op 23 april 2008 nam hij afscheid van die functie, wat het einde betekende van zijn actieve politieke betrokkenheid. Op initiatief van Leerling kwam er eind 2013 verzoening tussen hem en Aad Wagenaar.

## Persoonlijk
Leerling was lid van Nederlandse Hervormde Kerk (in 2004 door fusie opgegaan in de Protestantse Kerk in Nederland (PKN)) en daarbinnen lid van de Gereformeerde Bond. Hij trouwde in 1961 en is vader van drie kinderen. Zijn eerste vrouw overleed in 1999. Twee jaar later hertrouwde hij. In november 2015 kreeg hij tijdens een congres van de ChristenUnie een hersenbloeding. Hij raakte hierdoor eenzijdig verlamd.
Leerling overleed in 2021 op 85-jarige leeftijd.
- International Standard Name Identifier: 0000 0003 9704 2663
- Nederlandse Thesaurus van Auteursnamen: 069685924
- Parlement.com: vg09llmqf9i7
- Virtual International Authority File: 292126278
- WorldCat: E39PBJkdmQJC8M64VmTCYxkdQq